# Parque natural nacional de la Baja Polesia
El Parque natural nacional de la Baja Polesia (en ucraniano: Національний природний парк «Мале Полісся») es un parque nacional ucraniano situado en el Óblast de Jmelnitski, creado en 2013. El parque es una sección de 8762 hectáreas (87,6 km²) de la región de Polesia e incluye varios lagos y humedales, así como partes de los valles de los ríos Gorin, Vilia y Gnylyi Rih.

## Historia
El parque nacional de la Baja Polesia fue creado el 2 de agosto de 2013 mediante el decreto N.º 420/2013, del entonces presidente de Ucrania Víktor Yanukóvich  para preservar, renovar y utilizar racionalmente los complejos naturales, históricos y culturales de la zona, que son de gran importancia.
El Parque está formado principalmente por un bosque y humedales en el valle del río Horyn, ubicado entre Izyaslav y Slavuta en el norte del óblast de Jmelnytski. El parque nacional incluye 26 objetos y territorios del fondo de reservas naturales de la región (incluido el complejo monumento natural de importancia nacional del lago Svyatoe).
Se transfirieron al parque 2491,7 hectáreas de tierras de la empresa estatal «Silvicultura Izyaslavskoe» y 3507 hectáreas - «Silvicultura Slavutskoe» de conformidad con el procedimiento establecido para su uso permanente; así como 2764 hectáreas de tierra de la empresa estatal «Izyaslavskoe forestry» fueron transferidas al parque para uso permanente y, según el proyecto, 752,4 hectáreas de tierra de la empresa pública «Borisov» están incluidas en el parque.

## Flora y fauna
La región de la Baja Polesia es un paraíso para las aves: hay 186 especies de ellas, incluidas varias que se consideran únicas de la zona. Los mamíferos están representados por alrededor de treinta y tres especies, entre ellas cuatro especies de la Lista Roja Europea (Alburnoides bipunctatus, Carassius carassius, águila de cola blanca, milano negro) y 101 especies del Anexo 2 del Convenio de Berna, once especies entán listadas en el Libro Rojo de Ucrania, incluyendo: tejón, grulla común, nutria de río. Las aguas del parque cuentan con dieciocho especies de peces, así como un gran número de anfibios.